# AUSSOM
アフリカ連合ソマリア支援安定化ミッション (African Union Support and Stabilization Mission in Somalia, AUSSOM) は2025年1月から活動を開始した、アフリカ連合によるソマリアの平和維持と安定化を目指した作戦。アフリカ連合ソマリア移行ミッション (ATMIS)に代わる作戦としてスタートした。

## 経緯

### 背景
2006年末にエチオピアがソマリア南部のイスラーム武装勢力イスラム法廷会議の駆逐に成功した後、アフリカ連合軍がソマリアの治安を維持するためにAMISOMという作戦名で駐留した。その資金源は欧州連合とアメリカ合衆国であり、ソマリア軍の活動が軌道に乗るまでの短期間の作戦のはずだったが、別のイスラーム反政府勢力アル・シャバブの活動が盛んになったため、10年以上に長引いた。そこで欧州連合とアメリカ合衆国の要望で徐々にソマリア軍に役割を引き継いで撤退することになり、2022年からその作戦がATMISの名で始められた。2023年に約1万8500人の兵士のうち5千人が撤退し、2024年6月末までにさらに4千人が撤退することになっていたが、ソマリア軍の育成が難航し、ソマリア政府は2024年6月末の段階の撤退を6カ月間延長する要請を出した。

### 計画
ATMISが順調には進まなかったため、ATMISの問題点を調整した新たな作戦が検討され、2024年8月1日、アフリカ連合の安全保障理事会にて「アフリカ連合ソマリア支援安定化ミッション」(African Union Support and Stabilization Mission in Somalia,　AUSSOM) の名で進められることとなった。
AUSSOMの規模は、軍人11,146人、警官680人、民間人85人とされた。
しかしATMISの主力の一つであるエチオピアが、2024年1月のエチオピアとソマリランドのMoU署名でソマリアの主権を侵しているともとれる動きに出たので、ソマリア政府はエチオピア軍がAUSSOMに参加するのに難色を示した。ソマリア外務省は、イスラーム武装勢力アル・シャバブの活動が盛んなのはエチオピアのせいだとまで述べた。ただしエチオピア政府は治安上、隣国ソマリアでイスラーム武装勢力が活動している状況を放置できず、ソマリアの治安維持活動への参加を希望した。
2024年8月の報道で、エジプトがAUSSOMに参加すると伝えられた。エジプトはAUSSOMの前の作戦であるATMISには参加していなかったが、エチオピアに代わる支援国を探しているソマリア政府と、エチオピアと対立傾向にあるエジプト政府の思惑が一致したため実現したとの分析がある。なお、ATMISの参加国であるウガンダとケニアはエジプトの参加に懸念を示した。エチオピアもまた、エジプトの参加に疑問を呈した。
2024年8月の時点では、AUSSOMの参加国の選定は難航していた。ジブチは参加を表明していたが、ブルンジ、ケニア、ウガンダがこの時点では参加を表明していなかった。そこで2024年10月、ソマリア大統領はAUSSOMへの協力を求めるため、ATMIS参加国であるジブチ、ブルンジ、ウガンダ、ケニアを訪問した。その上で、AUSSOMへの派遣国を決めるのはソマリア政府だと強調した。 
ソマリアとエチオピアは12月になってようやくトルコの仲介で「両国はソマリアの主権下でエチオピアが海にアクセスできるよう、相互に利益のある商業協定を結ぶよう努める」ということで合意した。これを受けてあるソマリア政府の高官は、AUSSOMにはブルンジ、ジブチ、ケニア、ウガンダの4カ国が参加するが、エチオピアの参加も再考する用意があると語った。
2024年12月27日、AUSSOMは国際連合安全保障理事会でも決議された。これは21日に決議されたアフリカへの支援に関する決定の一部という位置づけだった。ただしアメリカ合衆国は、21日の決議を27日の決議に適用するのは好ましくないとして当初は反対し、最終的には反対ではなく棄権とした。これにより、AUSSOMには75%を上限として国連拠出金から出されることになった。なおロシアは「西側諸国がウクライナに出した2385億ドルに対して少なすぎ、偽善的だ」と述べている。
2007年からソマリア駐留軍として参加しているブルンジは、派遣する軍の規模についてソマリア政府と折り合いがつかず、AUSSOMには不参加となった。

### 開始後
2025年1月11日、ブルンジ軍はAUSSOMに参加させるため、として新たに115人の兵士をソマリアに派遣した。ただしこの時点ではブルンジ軍はAUSSOMに参加することになっていない。また、この時点ではATMISの残留部隊との位置づけで2200人をソマリアに駐留させていた。ブルンジがソマリア駐留にこだわるのは、最終的には欧米が負担することになる派遣兵士への給与支払いを期待しているためである、との分析もある。
2025年1月12日、ソマリア外務大臣は、エチオピアがAUSSOMに参加する障害は取り除かれたとして、AUSSOMの部隊再編が課題だと述べている。
2025年1月23日、アフリカ連合委員会は、AUSSOMにかかわりのあるブルンジ、ジブチ、エジプト、エチオピア、ケニア、ウガンダの会合を招集した。
2025年1月27日、ソマリア政府はAUSSOMにエジプト国防軍が参加する事について、エジプト政府がアフリカ連合を通じて参加を要請してアフリカ連合に認められた、と発表した。AUSSOMに参加する各国兵士の割り当ては、ソマリアがこれから決定するとされている。
2025年1月28日、ウガンダ軍は、撤退するブルンジ軍に代わってブルンジ軍の担当地区が新たにウガンダ軍に割りあげられたと発表した。